# Zawiślak
Zawiślak – nazwisko używane w Polsce.
Na początku lat 90. XX wieku nosiło je w Polsce 4350 pełnoletnich osób. Najwięcej w dawnym woj. warszawskim (532 osoby), zamojskim (510 osób) i lubelskim (471 osób).

## Encyklopedyczne osoby noszące nazwisko Zawiślak
- Andrzej Zawiślak (ur. 1937, zm. 2015) – polski polityk
- Anna Gorazd-Zawiślak (ur. 1932, zm. 2015) – polska publicystka i pisarka
- Dariusz Krzysztof Zawiślak (ur. 1972) – polski reżyser filmowy i producent
- Grzegorz Zawiślak (ur. 1976) – polski przedsiębiorca, samorządowiec, burmistrz Prudnika
- Józef Tunguz-Zawiślak (ur. 1890, zm. 1961) – pułkownik Wojska Polskiego
- Kazimiera Zawiślak (ur. 1925, zm. 2004) – polska naukowiec, profesor nauk rolniczych
- Sławomir Zawiślak (ur. 1963) – polski polityk